# 첩로국
첩로국(捷盧國)은 고대 한반도에 존재했던 국가로 마한의 54국 중의 하나이다. 전라북도 정읍시에 위치했을 것으로 추정된다.